# Arabis amplexicaulis
Arabis amplexicaulis là một loài thực vật có hoa trong họ Cải. Loài này được Edgew. mô tả khoa học đầu tiên năm 1851.